# Umair Tariq
Umair Tariq Ahmad (ur. 13 sierpnia 1990) – pakistański zapaśnik walczący w obu stylach. Odpadł w pierwszej rundzie na igrzyskach Wspólnoty Narodów w 2014 i zajął dziesiąte miejsce w 2018. Brązowy medalista mistrzostw Wspólnoty Narodów w 2016 i 2017. Wicemistrz igrzysk Azji Południowej w 2019 roku.